# Бад Родах
Бад Родах (њем. Bad Rodach) град је у њемачкој савезној држави Баварска. Једно је од 17 општинских средишта округа Кобург. Према процјени из 2010. у граду је живјело 6.365 становника. Посједује регионалну шифру (AGS) 9473158.

## Географски и демографски подаци
Бад Родах се налази у савезној држави Баварска у округу Кобург. Град се налази на надморској висини од 320 метара. Површина општине износи 77,6 km². У самом граду је, према процјени из 2010. године, живјело 6.365 становника. Просјечна густина становништва износи 82 становника/km².